# Vincenzo Marmorale
Enzo Vincenzo Marmorale (Paduli, 13 aprile 1901 – Roma, 23 ottobre 1966) è stato un filologo classico, poeta e scrittore italiano, fondatore del Giornale Italiano di Filologia.

## Biografia
Nacque a Paduli, in provincia di Benevento, il 13 (o 16) aprile 1901 da Giuseppe Marmorale e Anna Maria Russo come ultimo di cinque figli, anche se rimase orfano di padre all'età di nove anni.
Ottenuta la licenza liceale da privatista, si iscrisse presso l'Università degli Studi di Napoli Federico II, dove ebbe come maestri Francesco Torraca ed Enrico Cocchia, e si laureò in lettere nel 1922. Proseguì gli studi presso l'Università di Firenze e a partire dal 1925 insegnò in diversi licei a Caltanissetta, Catania, Benevento e Napoli. Parallelamente all'attività di docente, si dedicò all'approfondimento dei suoi studi di filologia classica e alla composizione di testi in latino e italiano tra cui i poemetti in esametri Sirenes e Iter Cumas, l'epistola Manlius Catullo in distici elegiaci e i Rerum Latinarum fragmenta; nel 1942 queste opere sono state pubblicate in un'unica raccolta intitolata Carmina.
Come filologo contribuì ad animare gli studi su Petronio Arbitro, proseguiti da Concetto Marchesi ed Ettore Paratore, proponendo una ricollocazione temporale nell'età neroniana, rispetto all'interpretazione di Ugo Enrico Paoli, secondo cui il Satyricon sarebbe stato scritto tra il II e il III secolo; successivamente, negli anni '40, mostrò di aver accettato la tesi secondo cui Petronio Arbitro sarebbe effettivamente vissuto nel I secolo ma non sarebbe stato l'autore del Satyricon, databile invece al II/III secolo. I suoi studi filologici proseguirono con Decimo Giunio Giovenale, Aulo Persio Flacco, Marco Porcio Catone, Gneo Nevio e Gaio Valerio Catullo.
Nel 1943 ottenne la cattedra per l'insegnamento di letteratura latina all'Università degli Studi di Catania, passando nel 1947 all'Università degli Studi di Genova e infine alla Facoltà di Magistero dell'Università degli Studi di Roma "La Sapienza". Fondò il Giornale Italiano di Filologia nel 1948.
Morì a Roma il 23 ottobre 1966.